# Chrysolina lucidicollis lucidicollis
Chrysolina lucidicollis lucidicollis é uma subespécie de insetos coleópteros polífagos pertencente à família Chrysomelidae.
A autoridade científica da subespécie é Kuster, tendo sido descrita no ano de 1845.
Trata-se de uma subespécie presente no território português.